# Zeitschrift für Phonetik, Sprachwissenschaft und Kommunikationsforschung
Die Zeitschrift für Phonetik, Sprachwissenschaft und Kommunikationsforschung  (ZPSK) wurde im April 1947 in Form ihrer Vorgängerausgabe der Zeitschrift für Phonetik und allgemeine Sprachwissenschaft gegründet. Sie war damit die erste in der vormaligen sowjetischen Besatzungszone publizierte Fachzeitschrift für Sprachforschung.
Nach dem Jahre 1961 wurde sie dann bis zum Jahre 1993 mit dem erstgenannten Titel geführt. Die ZPSK war verlegerisch an den Akademie-Verlag gebunden.
Hans Kaesser, einer der Direktoren des Akademie-Verlages, führte mit Diedrich Westermann die Verhandlungen zur Gründung der Zeitschrift im Jahre 1947 und berief diesen als ersten Herausgeber. Die ersten Ausgaben umfassten jährlich sechs Publikationen von deutschen und ausländischen Autoren. In den Jahren von 1961 bis 1963 erschienen vier Ausgaben und ab dem Jahr 1964 bis 1992 wieder sechs Ausgaben pro Jahr. Die Herausgeber des Jahres 1961 waren Karl Ammer (Halle), Otto von Essen (Hamburg),  Ursula Feyer (Wiesbaden), Fritz Hintze (Berlin), Georg Friedrich Meier (Leipzig/Berlin). Die Publikationssprachen waren neben dem Deutschen, das Englische, das Französische oder das Russische.
Einer der wichtigen Chefredakteure der ZPSK war von 1961 bis 1983 der Sprachwissenschaftler Georg Friedrich Meier. Ihm gelang es eine größere Anzahl von international renommierten Sprachforschern für das Herausgeberkomitee zu gewinnen, so etwa Eugenio Coseriu (Tübingen), Otto von Essen (Hamburg), Vladimir Georgiev (Sofia), Alexandru Graur (Bukarest), Peter Hartmann (Konstanz), Ján Horecký (Bratislava), André Martinet (Sceaux), Fedot P. Filin (Moskau), Roman Jakobson (Cambridge / Massachusetts), Eugenius Marius Uhlenbeck (Leiden).
Die Zeitschrift befasst sich mit Fragen der Sprache und der Kommunikation. So mit der physiologischen und akustischen, der deskriptiven und historischen Phonetik, der Phonologie, aber auch der allgemeinen, deskriptiven und historischen Grammatik, der Lexik und Stilistik, der Theorie der Sprache, der Psychologie und Pathologie der Sprache, der angewandten und mathematischen Linguistik und mit Problemen der Informationstheorie die die Fragen der Sprachtheorie berühren.
Seit 1993 wird die ZPSK mit neuen Namen Language Typology and Universals (STUF) (Sprachtypologie und Universalienforschung) im Verlag Walter de Gruyter Berlin, New York verlegt.